# Rafaâ Dekhil
Rafaâ Dekhil (arabe : رافع دخيل), né le 2 octobre 1953 à Ras Jebel, est un homme politique tunisien.

## Formation
Titulaire d'un baccalauréat en mathématiques (1973), d'un diplôme de l'Institut des hautes études commerciales obtenu en 1977 ainsi qu'un diplôme d'études approfondies en gestion de la faculté d'économie et des sciences politiques de l'université de Tunis - El Manar obtenu en 1982, il entame sa carrière professionnelle à la société El Fouledh en qualité de directeur des achats jusqu'en 1982. Par la suite, il est enseignant à l'École nationale d'ingénieurs de Tunis jusqu'en 1985. Dans le même temps, il dirige le contrôle de gestion et d'exploitation à la Société du métro léger de Tunis.

## Carrière
En 1988, il est nommé chef de cabinet du ministre de la Culture. PDG de la société de transport des hydrocarbures par pipelines El Anabib en 1989, il est nommé gouverneur de Sousse en 1990 puis PDG de la Compagnie des phosphates de Gafsa en 1991 et du Groupe chimique tunisien en 1994.
Le 24 janvier 2001, Dekhil est nommé secrétaire d'État auprès du ministre de l'Industrie puis PDG de Tunisair en octobre 2001. Le 10 novembre 2004, il quitte la compagnie aérienne pour devenir ministre des Affaires sociales, de la Solidarité et des Tunisiens à l'étranger, poste qu'il occupe jusqu'à sa nomination comme ministre chargé des Communications et des Relations avec la Chambre des députés et la Chambre des conseillers le 17 août 2005.
Le 9 octobre 2009, il est démis de ses fonctions et remplacé par Oussama Romdhani, patron de l'Agence tunisienne de communication extérieure ; il aurait manipulé l'ordre de passage des candidats à l'élection présidentielle pour placer le président Ben Ali en tête, ce qui aurait déplu à ce dernier. Le 21 janvier 2010, il est nommé PDG de la Société nationale de distribution des pétroles, poste qu'il quitte à l'occasion de la révolution tunisienne de 2011.
Rafaâ Dekhil est membre du comité central du Rassemblement constitutionnel démocratique jusqu'à la révolution de 2011.
En novembre 2015, il fonde le Forum tunisien de l'économie et de l'investissement. Le 21 avril 2016, il est nommé ambassadeur honoraire consultant auprès de la Chambre économique européenne.

## Poursuites judiciaires
Il est arrêté le 5 juin 2012 et inculpé dans une affaire d'emplois fictifs chez Tunisair, avant d'être libéré sous caution le 19 juin 2013. 
Le 2 février 2016, il est condamné à deux ans de prison par la chambre criminelle du tribunal de première instance de Tunis pour malversation financière et abus de pouvoir par un fonctionnaire public concernant la même affaire des emplois fictifs chez Tunisair ; il fait opposition vu qu'il n'a pas reçu sa convocation au tribunal. Le 19 avril, il obtient un non-lieu rendu par la chambre criminelle du tribunal de première instance de Tunis,.

## Vie privée
Dekhil est marié et père de quatre enfants.